# Fekete angyal (film)
A Fekete angyal (eredeti címe: Wit) 2001-ben bemutatott amerikai televíziós filmdráma, amelyet Mike Nichols rendezett. A forgatókönyvet Margaret Edson azonos című Pulitzer-díjas színműve alapján Nichols és Emma Thompson készítették. A főszerepben Thompson és Christopher Lloyd. 2001. február 9-én mutatták be az 51. Berlini Nemzetközi Filmfesztiválon, ahol két díjra jelölték. 2001. március 24-én az Egyesült Államokban vetítették le. Magyarországon 2002. január 15-től volt megtekinthető. A produkciót több filmes díjra is jelölték, ebből két Primetime Emmy-díjat nyert a legjobb tévéfilm, vágás és rendezés kategóriában az 53. Primetime Emmy-gálán.

## Cselekmény
Vivian Bearing az angol irodalom professzora, aki a metafizikai költészet, különösen John Donne szent szonettjeinek alapos ismerője. Élete fordulatot vesz, amikor IV. stádiumú, áttétes petefészekrákot diagnosztizálnak nála. Harvey Kelekian onkológus különböző kemoterápiás kezeléseket ír fel neki a betegség kezelésére, és miközben a nő a mellékhatásoktól szenved, megpróbál mindent a helyére tenni. A történet időnként visszapillant életének korábbi pillanataira, többek között a gyermekkorára, egyetemi tanulmányaira és a diagnózist megelőző karrierjére. A film során Vivian folyamatosan áttöri a negyedik falat azzal, hogy a kamerába néz, és kifejezi érzéseit.
Ahogy egyre betegebbé válik, Vivian beleegyezik, hogy újabb vizsgálatoknak és kísérleti kezeléseknek vessék alá, annak ellenére, hogy rájön, hogy a kezelőorvosok, köztük egykori diákja, Jason Posner, kevésbé úgy tekintenek rá, mint valakire, akit meg kell menteni, inkább mint kísérleti nyúlra a kezelésekhez. Susan Monahan ápolónő az egyetlen, aki emberként bánik vele.
Viviant betegsége végén, egy valaki látogatja, egykori egyetemi professzora és mentora, Evelyn Ashford, aki Margaret Wise Brown The Runaway Bunny című gyerekeknek szánt történetet olvassa fel neki. Vivian élete végéhez közeledve még akkor is képes megőrizni méltóságát és szellemességét, amikor végül szembesül saját gyarlóságával és az együttérzés szükségességével. Vivian a film végén meghal, és a hangja azt mondja: „A halál ne legyen büszke”.

## Szereplők
| Szerep              | Színész              | Magyar hang      |
| ------------------- | -------------------- | ---------------- |
| Dr. Vivian Bearing  | Emma Thompson        | Udvaros Dorottya |
| Dr. Harvey Kelekian | Christopher Lloyd    | Kézdy György     |
| Dr. Evelyn Ashford  | Eileen Atkins        | Dallos Szilvia   |
| Dr. Jason Posner    | Jonathan M. Woodward | Miller Zoltán    |
| Susie Monahan       | Audra McDonald       | Kéri Kitty       |
| Mr. Bearing         | Harold Pinter        |                  |

## Fogadtatás
A Rotten Tomatoeson 83%-os minősítést ért el 12 értékelés alapján. Eddie Crockrell a Varietytől azt írta: „Margaret Edson 1997-es Pulitzer-díjas színdarabjának ravasz és diadalmas átdolgozása, a Fekete angyal egy angol irodalomtudós petefészekrákkal vívott ádáz küzdelmének megrázó történetét a címszereplő jellemvonásának erős vonásával fűszerezi.” John Leonard a New York Magazine/Vulture-től azt írta: „A Pulitzer-díjat megérdemlő Margaret Edson-darabból Mike Nichols olyan tévéfilmet készített, amely nemcsak egy Emmy-díjat, hanem zavart hálánkat is megérdemli.” Dan Jardine a Cinemaniától azt írta: „Thompson igazi nagyszerű alakítást nyújt, ügyesen és finoman mozgatja professzor Bearinget a szórakozottságtól a kíváncsiságig, a félelemtől a zavarodottságig, a dühtől a gyötrelemig.”

## Fontosabb díjak és jelölések
| Esemény                              | Díj                        | Kategória                                                               | Eredmény |
| ------------------------------------ | -------------------------- | ----------------------------------------------------------------------- | -------- |
| 51. Berlini Nemzetközi Filmfesztivál | Arany Medve                | Arany Medve                                                             | Jelölve  |
| 51. Berlini Nemzetközi Filmfesztivál | Ökumenikus zsűri különdíja | Ökumenikus zsűri különdíja                                              | Elnyerte |
| 59. Golden Globe-gála                | Golden Globe-díj           | Legjobb minisorozat, antológiasorozat vagy tévéfilm                     | Jelölve  |
| 59. Golden Globe-gála                | Golden Globe-díj           | Legjobb női főszereplő (minisorozat vagy tévéfilm) – Emma Thompson      | Jelölve  |
| 53. Primetime Emmy-gála              | Primetime Emmy-díj         | Legjobb tévéfilm                                                        | Elnyerte |
| 53. Primetime Emmy-gála              | Primetime Emmy-díj         | Legjobb női főszereplő (minisorozat vagy tévéfilm) – Emma Thompson      | Jelölve  |
| 53. Primetime Emmy-gála              | Primetime Emmy-díj         | Legjobb női mellékszereplő (minisorozat vagy tévéfilm) – Audra McDonald | Jelölve  |
| 53. Primetime Emmy-gála              | Primetime Emmy-díj         | Legjobb rendező (minisorozat vagy tévéfilm)                             | Elnyerte |
| 53. Primetime Emmy-gála              | Primetime Emmy-díj         | Legjobb forgatókönyv (minisorozat vagy tévéfilm)                        | Jelölve  |
| 53. Primetime Emmy-gála              | Primetime Emmy-díj         | Legjobb vágás (minisorozat vagy tévéfilm)                               | Elnyerte |
| 53. Primetime Emmy-gála              | Primetime Emmy-díj         | Legjobb casting (minisorozat vagy tévéfilm)                             | Jelölve  |
| 8. Screen Actors Guild-gála          | Screen Actors Guild-díj    | Legjobb színésznő (minisorozat vagy tévéfilm) – Emma Thompson           | Jelölve  |